# Псалом 73

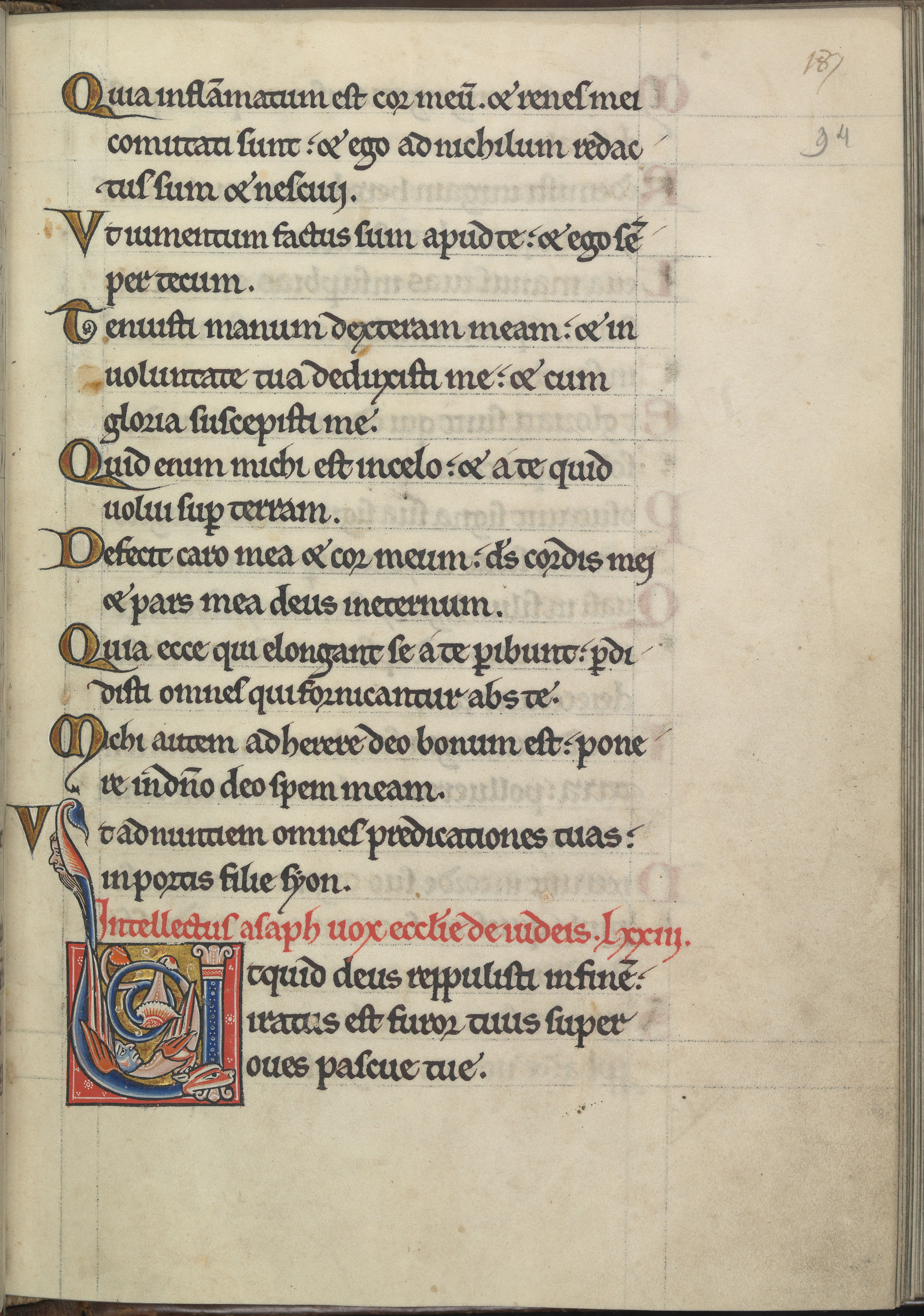
73-й псалом на листе из Псалтири Алиеоноры Аквитанской

Семьдесят третий псалом — 73-й псалом из книги Псалтырь (в масоретской нумерации — 74-й). Известен по латинскому инципиту Ut quid Deus reppulisti in finem, «Вскую Боже отринулъ еси до конца». Представляет собой плачевную песнь по разрушенному Храму.

## Содержание псалма
Псалом написан от лица еврейской общины, которая сокрушается о разрушении Храма вавилонским царём Навуходоносором. Псалом начинается с жалобного воззвания к Богу, затем описывается разрушение Храма, далее следует восхваление Божьего могущества и в конце — молитва о том, чтобы Бог вспомнил о народе Израиля и смилостивился над ним.
В псалме Бог воспевается как Творец мироздания, причём описание сотворения мира содержит детали, отсутствующие в Быт. 1 (победа Бога над левиафаном, имеющая параллель в угаритских мифах; по другой версии используется типичный для Библии образ левиафана, обозначающего Египет, и эта часть псалма относится к Исходу).
В качестве автора псалма в надписании указан Асаф, главный псалмопевец царя Давида, живший значительно раньше описываемых в псалме событий. Современные толкователи полагают, что псалом написан его потомками, храмовыми певцами-левитами.

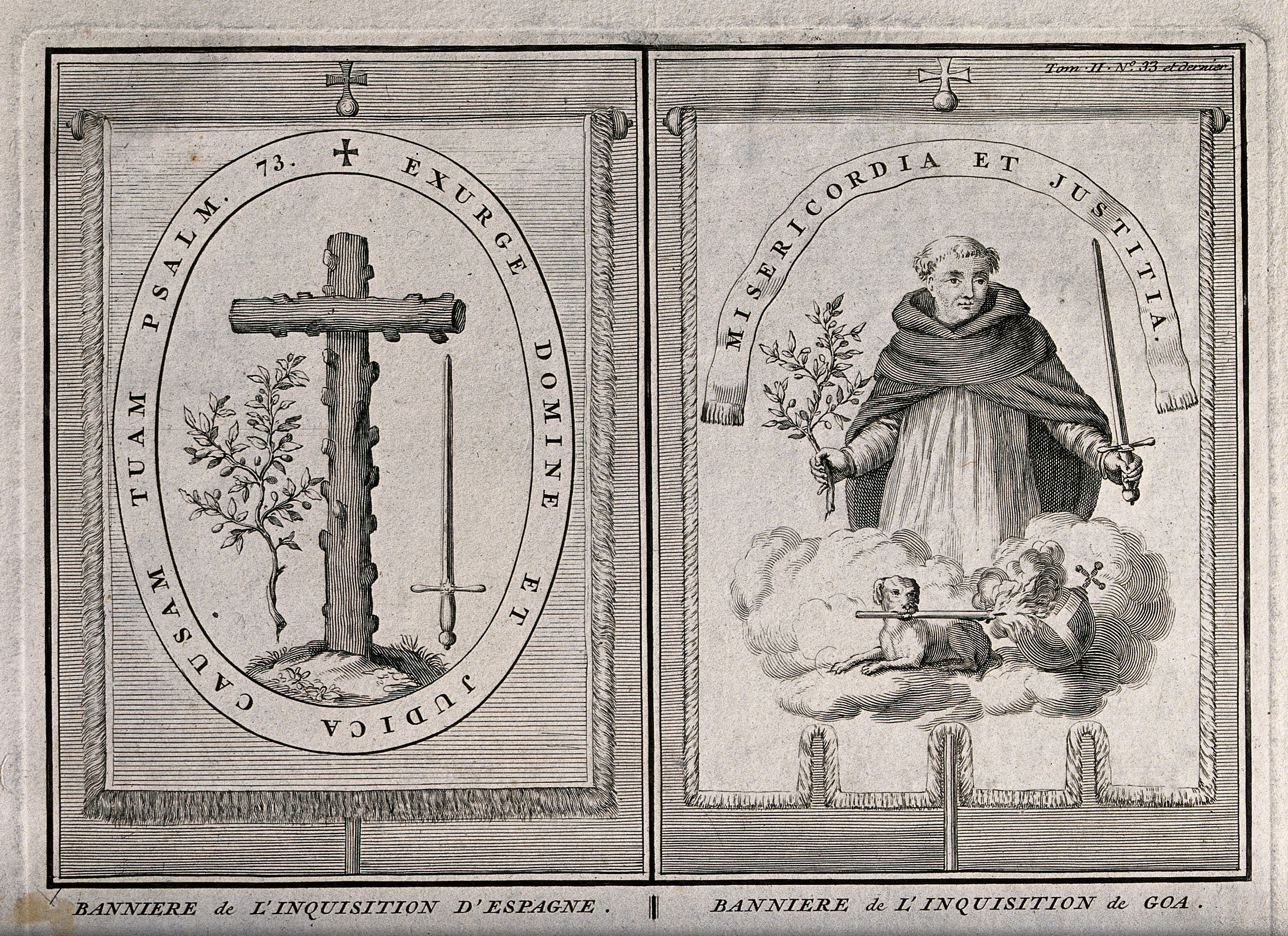
Слева — девиз Испанской инквизиции «восстань, Господи, защити дело Твоё».
Справа — девиз португальской инквизиции на Гоа «милосердие и справедливость»

## Богослужебное использование
Католицизм
По уставу святого Бенедикта, 73-й псалом, поделив его пополам, пели с антифонами на утрени в четверг. Испанская инквизиция сделала своим девизом парафраз стиха Псалтири exsurge Domine et judica causam tuam («восстань, Господи, защити дело Твоё»), но в Вульгате написано exsurge Deus iudica causam tuam («восстань, Боже, защити дело Твоё» (Пс. 73:22)).
Православие
73:1, 2, 12 используются во 2-м антифоне на Литургии в праздник Воздвижения Креста Господня. Отдельные стихи псалма поют по разным случаям.
Иудаизм
73-й псалом поют в слихот постов (Гедалии, 17-го таммуза, Эстер, 10-го тевета).